# Терновий Кущ (заказник)
Терно́вий Кущ — ботанічний заказник місцевого значення в Україні. Розташований у межах Гадяцького району Полтавської області, на захід від села Лютенька. 
Площа 563,7 га. Статус надано згідно з рішенням облвиконкому № 74 від 17.04.1992 року. Перебуває віданні ДП «Гадяцький лісгосп» (Лютенське л-во, кв. 8-13, 16, 17, 24, 25, 33, 44-46). 
Статус надано для збереження частини лісового масиву на лівобережжі річки Псел. Зростають переважно сосново-дубові насадження із заростями конвалії звичайної. Характеризується багатством флори та фауни з рідкісними бореальними елементами, зокрема, виявлено 18 видів рідкісних рослин і 23 види рідкісних тварин.
- Заказник «Терновий Кущ» входить до складу Гадяцького регіонального ландшафтного парку.

## Галерея

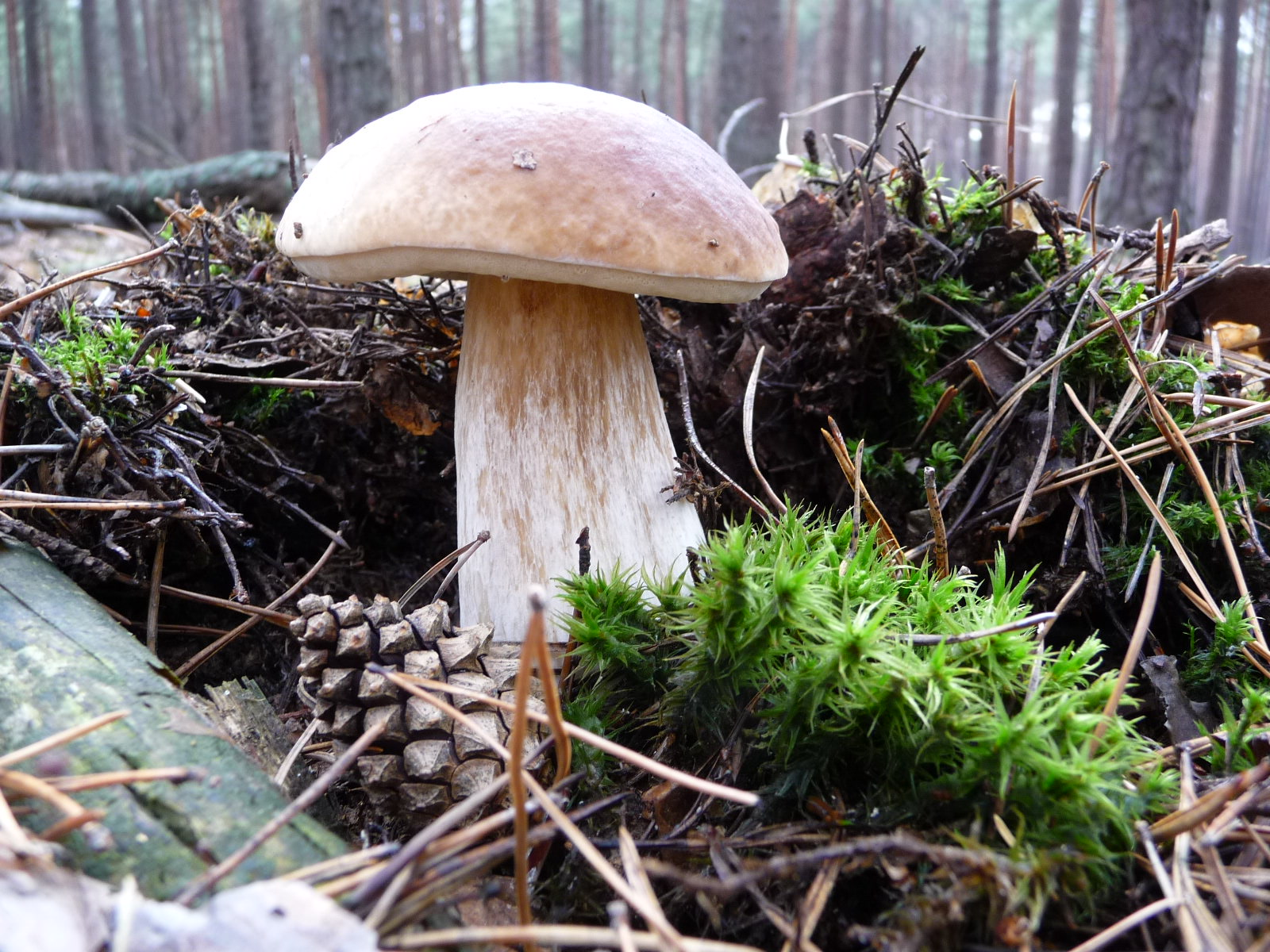
Білий гриб
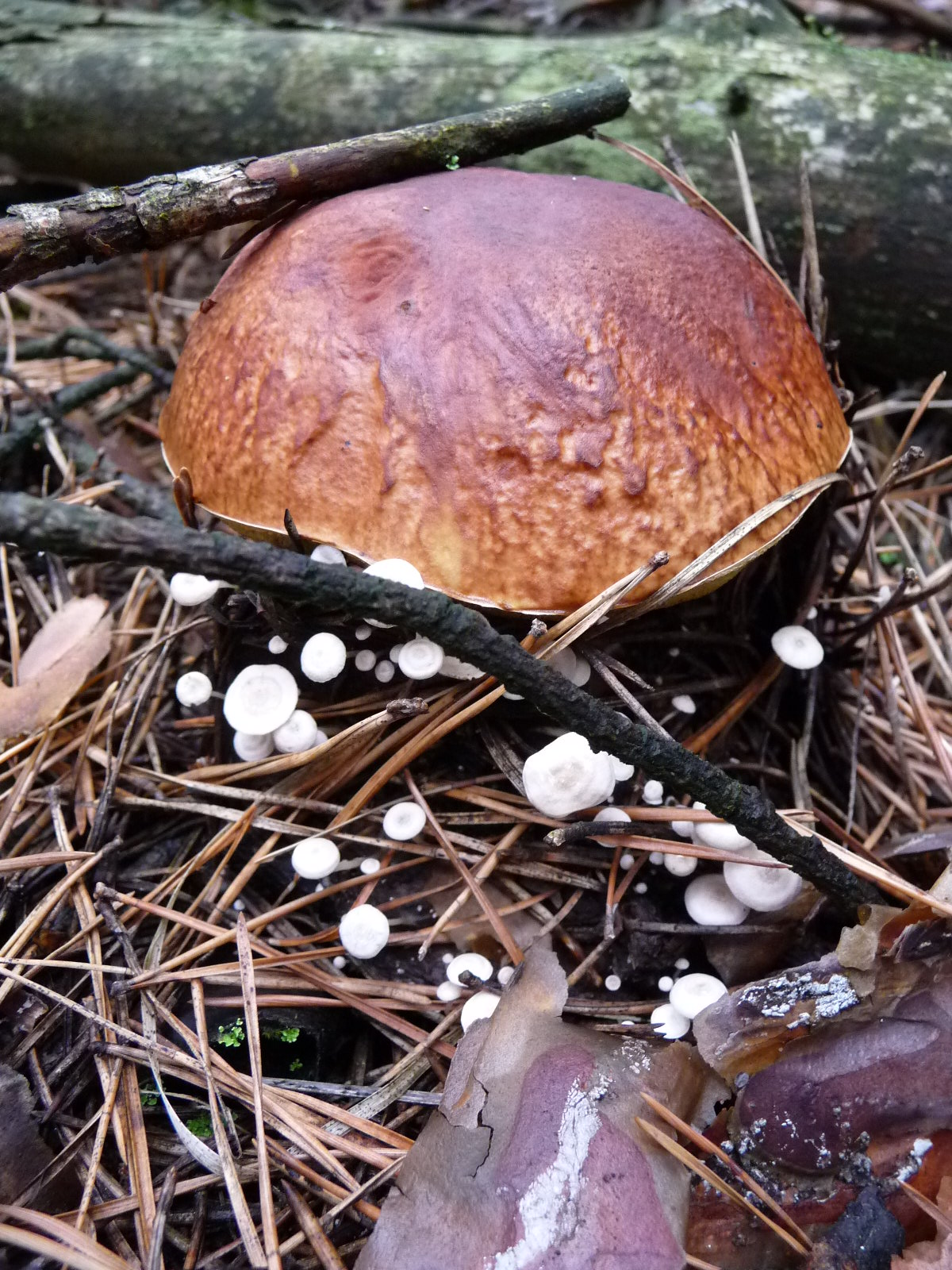
Польський гриб
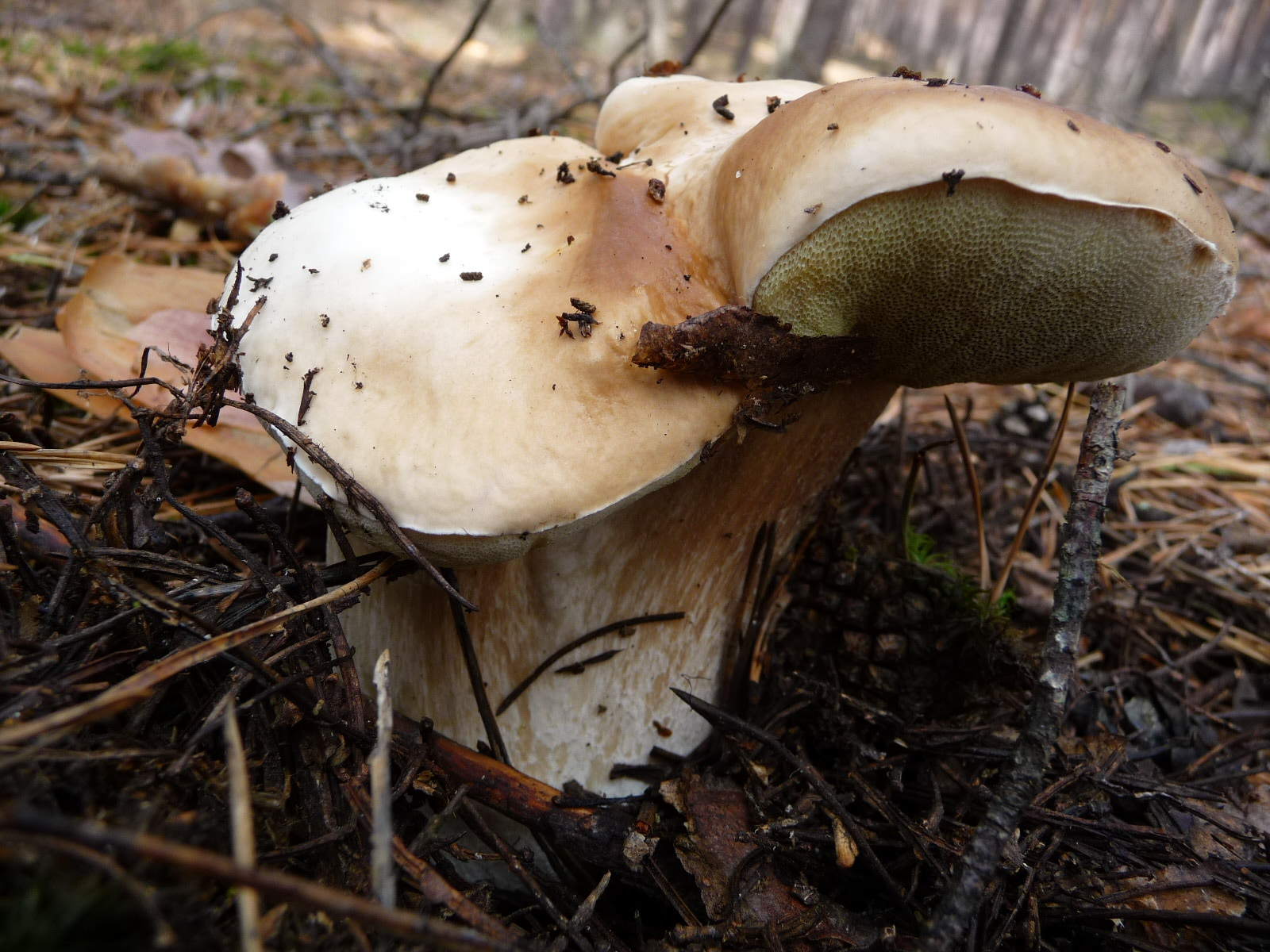
Білий гриб